# Brachystelma browniana
Brachystelma browniana är en oleanderväxtart som först beskrevs av Spencer Le Marchant Moore, och fick sitt nu gällande namn av Meve. Brachystelma browniana ingår i släktet Brachystelma och familjen oleanderväxter. Inga underarter finns listade i Catalogue of Life.